# 2015 au Yukon
Chronologie du Yukon
- 2011
- 2012
- 2013
- 2014
- 2015
- 2016
- 2017
- 2018
- 2019

Cette page concerne des événements d'actualité qui se sont produits durant l'année 2015 dans le territoire canadien du Yukon.

## Politique
- Premier ministre : Darrell Pasloski (Parti du Yukon)
- Chef de l'opposition officielle : Elizabeth Hanson (NPD)
- Commissaire : Doug Phillips
- Législature : 33e

## Événements
- 4 mai : La salle de quilles Mad Trappers Alleys ferme officiellement ses portes. Elle était ouverte depuis 1976 et c'est la seule salle de quilles au Yukon[1].
- 15 octobre : Dan Curtis et Wayne Potoroka sont réélus maires de Whitehorse et Dawson City lors des élections municipales.
- 19 octobre : Le Parti libéral de Justin Trudeau remporte les élections fédérales et formeront un gouvernement majoritaire. Le résultat au Canada est de 184 libéraux, 99 conservateurs, 44 néo-démocrates, 10 bloquistes et 1 verts. Dans la circonscription du territoire du Yukon, le libéral Larry Bagnell reprend son siège avec 53,62 % des voix contre 24,02 % au député conservateur sortant Ryan Leef. Les deux autres candidats sont : la néo-démocrate Melissa Atkinson avec 19,47 % des voix et le vert Frank de Jong (en) avec 2,89 % des voix.

## Décès
- 16 janvier : Ted Harrison (en), artiste (º 28 août 1926)